# Baronville
Baronville é uma comuna francesa na região administrativa de Grande Leste, no departamento de Mosela. Estende-se por uma área de 6,18 km². Em 2010 a comuna tinha 370 habitantes (densidade: 59,9 hab./km²).